# Pit stop

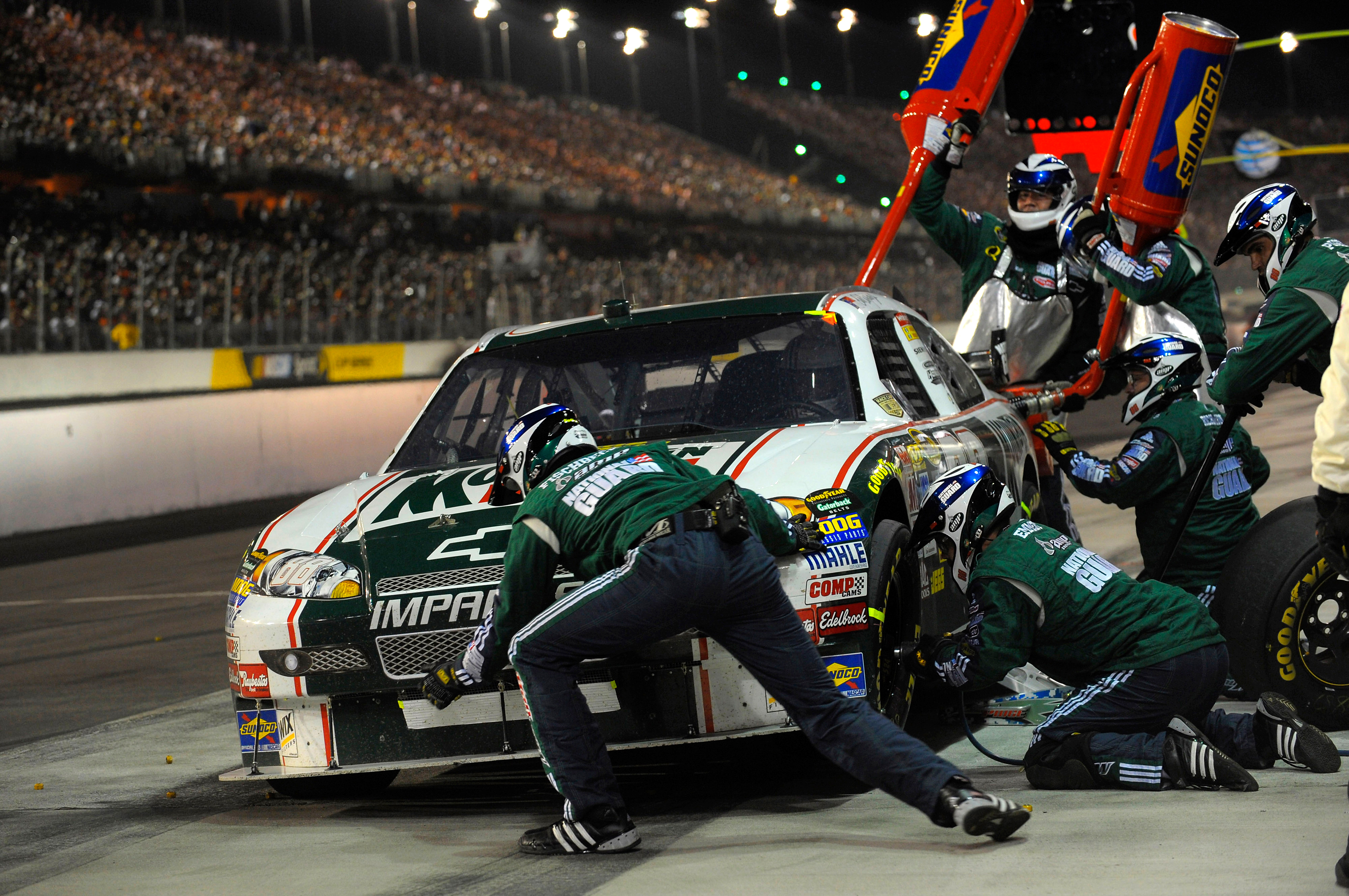
Pit stop na NASCAR.

No automobilismo designa-se por pit stop uma paragem durante uma corrida na área das boxes onde se encontram as equipes e seus mecânicos, para que durante a corrida os pilotos possam trocar de pneus e fazer o reabastecimento de combustível dos seus veículos.

## Pit stop e pit lane

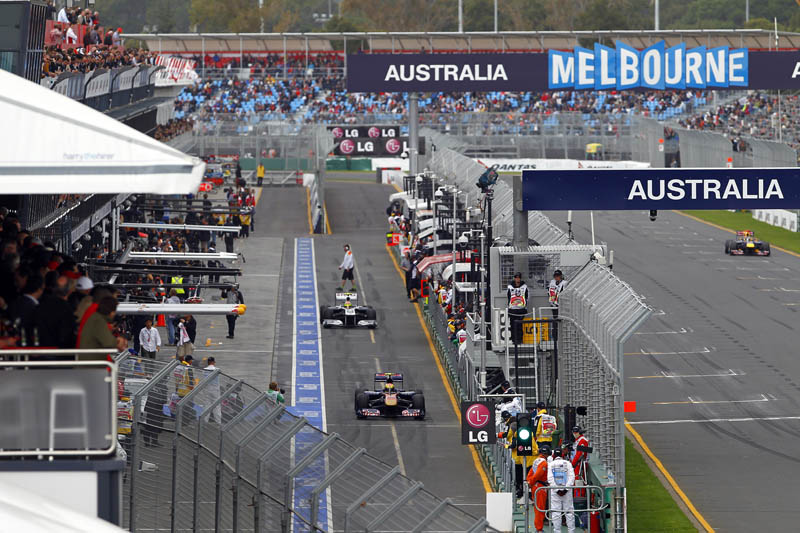
Pit Lane do Grande Prêmio da Austrália de 2011 (Fórmula 1)

Fazer uma paragem (pit stop) só possível devido à existência da pit lane, uma faixa de circulação separada da pista por um muro, onde as equipes e pilotos se preparam e arrumam os seus carros durante o fim de semana de competição. A pit lane é paralela à grelha de largada.

## Fórmula 1
Na Fórmula 1 a pit lane é controlada por radares, obrigando o piloto a conduzir a uma velocidade controlada que varia de circuito para circuito, por vezes sendo de 60 km/h no Grande Prêmio de Mônaco e no Grande Prêmio da Grã-Bretanha, mas também alternando para 80 km/h, como no Grande Prêmio do Brasil. O piloto que é detetado andando acima do limite de velocidade é habitualmente punido com um drive through (passagem pela box) ou um stop and go de 5 segundos. O novo regulamento da Fórmula 1 estabelece que o piloto punido com um stop and go pode pagar a punição na sua próxima parada nas boxes: sendo assim, o carro entra, para no seu boxe, e os mecânicos não podem mexer no veículo durante 5 segundos; passando esse tempo, os mecânicos podem fazer o seu trabalho, e devolver o piloto à pista.
Os engenheiros das equipes ficam sempre em pequenas cabines instaladas no muro, em frente à sua box, nelas eles tem computadores e monitores onde contem todas as informações que passam aos seus pilotos pelo rádio da equipe. Nesse muro também, há uma divisão móvel, que possibilita a remoção de carros que não conseguiram dar a partida na volta de apresentação e que são obrigados a largarem das boxes no momento que o último carro do grid cruzar a linha de chegada.
A pit lane tem duas linhas, em paralelo à pista, que marcam a sua entrada e saída. O piloto que cruzar a linha de saída será punido. Já na linha de entrada, não há uma punição para quem a cruzar, a menos que a comissão de prova entenda que o piloto fez uma manobra arriscada para entrar nas boxes.

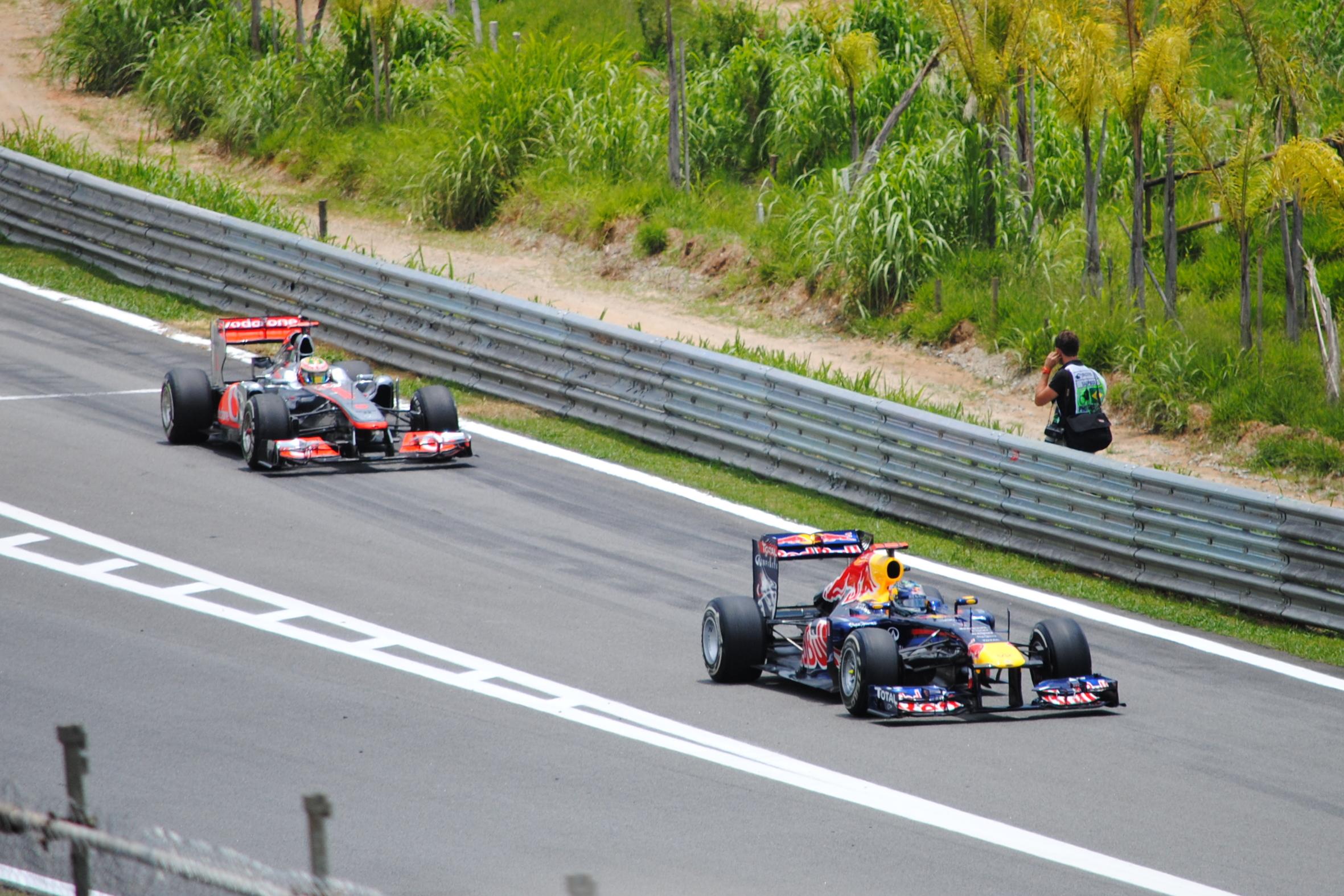
Lewis Hamilton e Sebastian Vettel na saída das boxes no Grande Prêmio do Brasil de 2011 (Fórmula 1)

No muro também se encontram duas cabines, sempre da cor branca, num cabine fica o diretor de prova, que atualmente é o Charlie Whiting, onde ele comanda as luzes de largada e o carro de segurança, na outra cabine, está um fiscal de prova, que tem a sua disposição todas as bandeiras de informação, mas também é dele a responsabilidade da bandeirada final, agitando assim a bandeira quadriculada e dando fim a prova.